# Tyrone Power

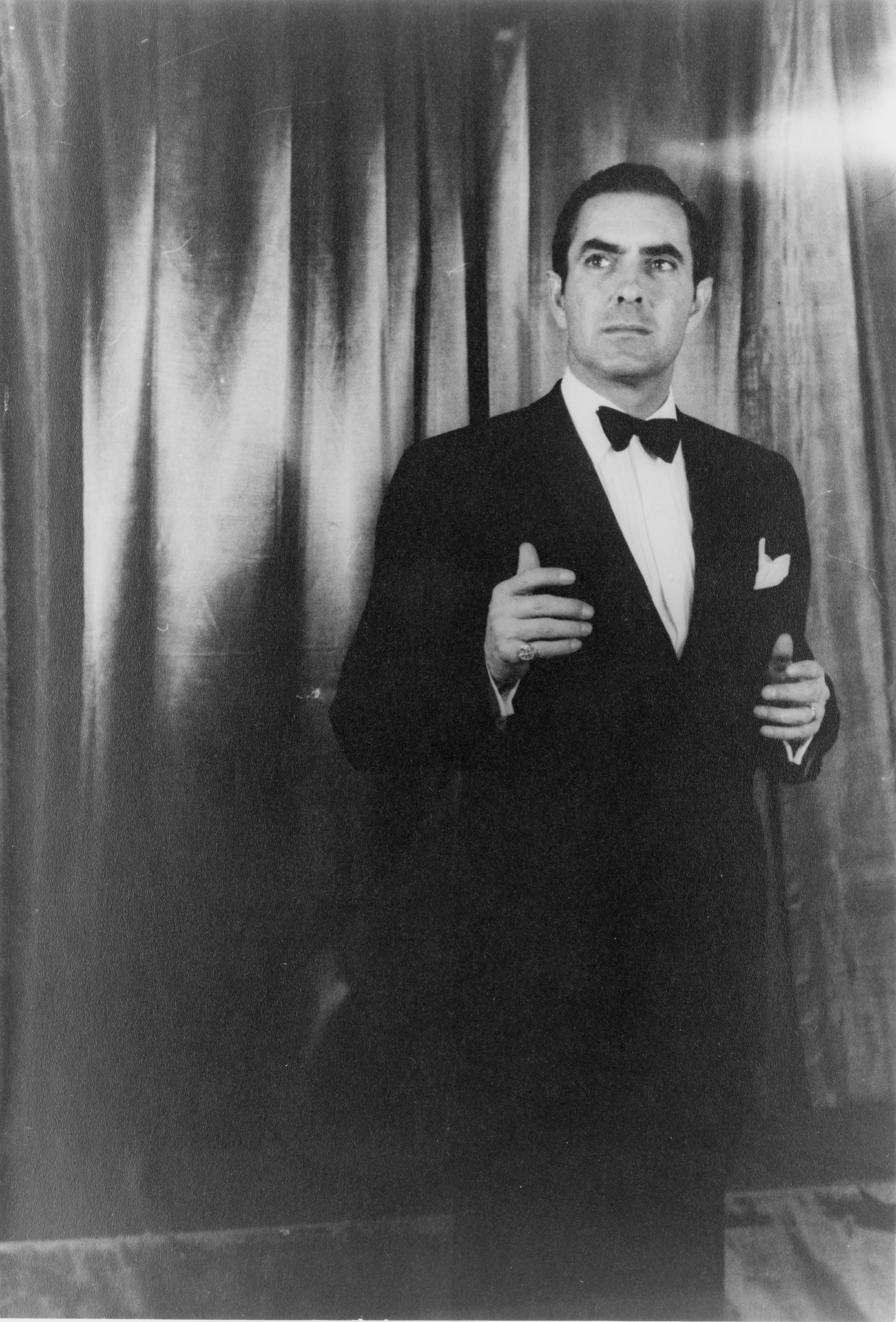
Tyrone Power (Fotografie von Carl Van Vechten, 1953)

Tyrone Edmund Power III. (* 5. Mai 1914 in Cincinnati, Ohio; † 15. November 1958 in Madrid, Spanien) war ein US-amerikanischer Film- und Theaterschauspieler. Ende der 1930er Jahre wurde er vor allem durch seine Hauptrollen in Abenteuerfilmen wie Im Zeichen des Zorro und Der Seeräuber zum Hollywood-Star. Die letzte Filmrolle vor seinem frühen Tod hatte Power in Billy Wilders Gerichtsdrama Zeugin der Anklage.

## Leben und Karriere
Tyrone Power stammte aus einer alten Schauspielerfamilie. Schon sein Urgroßvater, Tyrone Power I., war ein bekannter Schauspieler, sein Großvater, Harold Power, war ein bekannter Konzertpianist. Sein Vater, Tyrone Power II (1869–1931), war ein bekannter Theaterschauspieler, der auch gelegentlich im Film auftrat. Tyrone Power kam durch seinen Vater nach Hollywood, wo er 1936 durch Signale nach London zum Star aufstieg. Es war auch sein erster Film an der Seite von George Sanders, mit dem er noch vier weitere Filme drehen sollte.
Durch sein blendend gutes Aussehen blieb Tyrone Power lange Jahre auf die Rolle des Liebhabers und Helden in Western und Abenteuerfilmen wie Jesse James, Mann ohne Gesetz (1939), Nacht über Indien (1939) und insbesondere Im Zeichen des Zorro (1940) festgelegt. Zu seinen bekanntesten Rollen gehörte auch die des Juan Gallardo in Rouben Mamoulians Filmdrama König der Toreros (1941), das ihn neben Rita Hayworth und Anthony Quinn als Stierkämpfer zeigte. Mit Anthony Quinn drehte Power auch Der Seeräuber, bei dem erneut George Sanders mitwirkte.

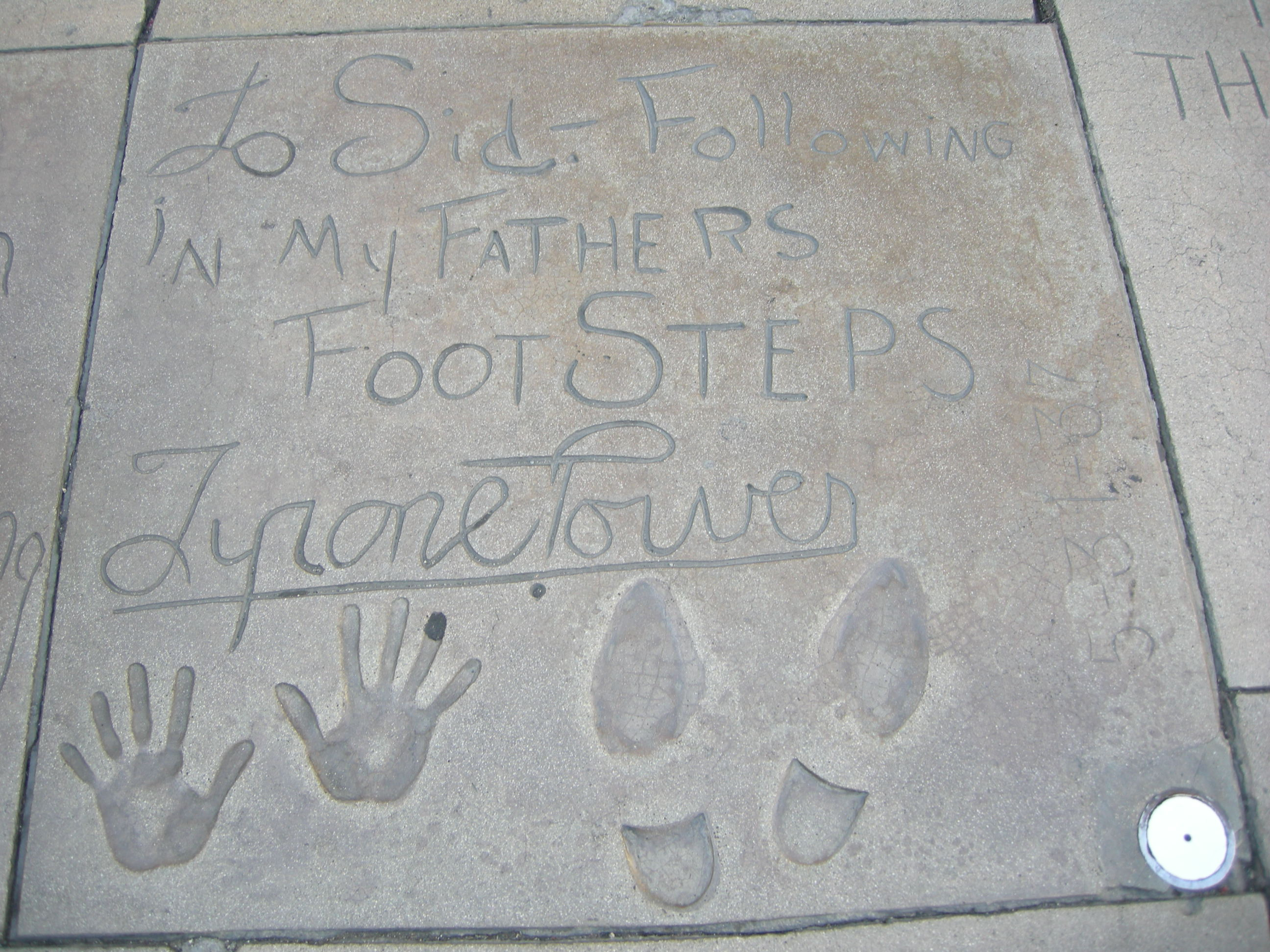
Powers Hand- und Schuhabdrücke vor Grauman’s Chinese Theatre

Power litt darunter, auf das Image des sympathischen, aufrechten Helden festgelegt zu sein. In den Jahren vor dem Zweiten Weltkrieg hatte Power nicht die Möglichkeit, sein schauspielerisches Können zu beweisen. Im August 1942 schrieb sich Power im United States Marine Corps ein. Er diente im Bootcamp Marine Corps Recruit Depot San Diego und kämpfte später im Pazifikkrieg.

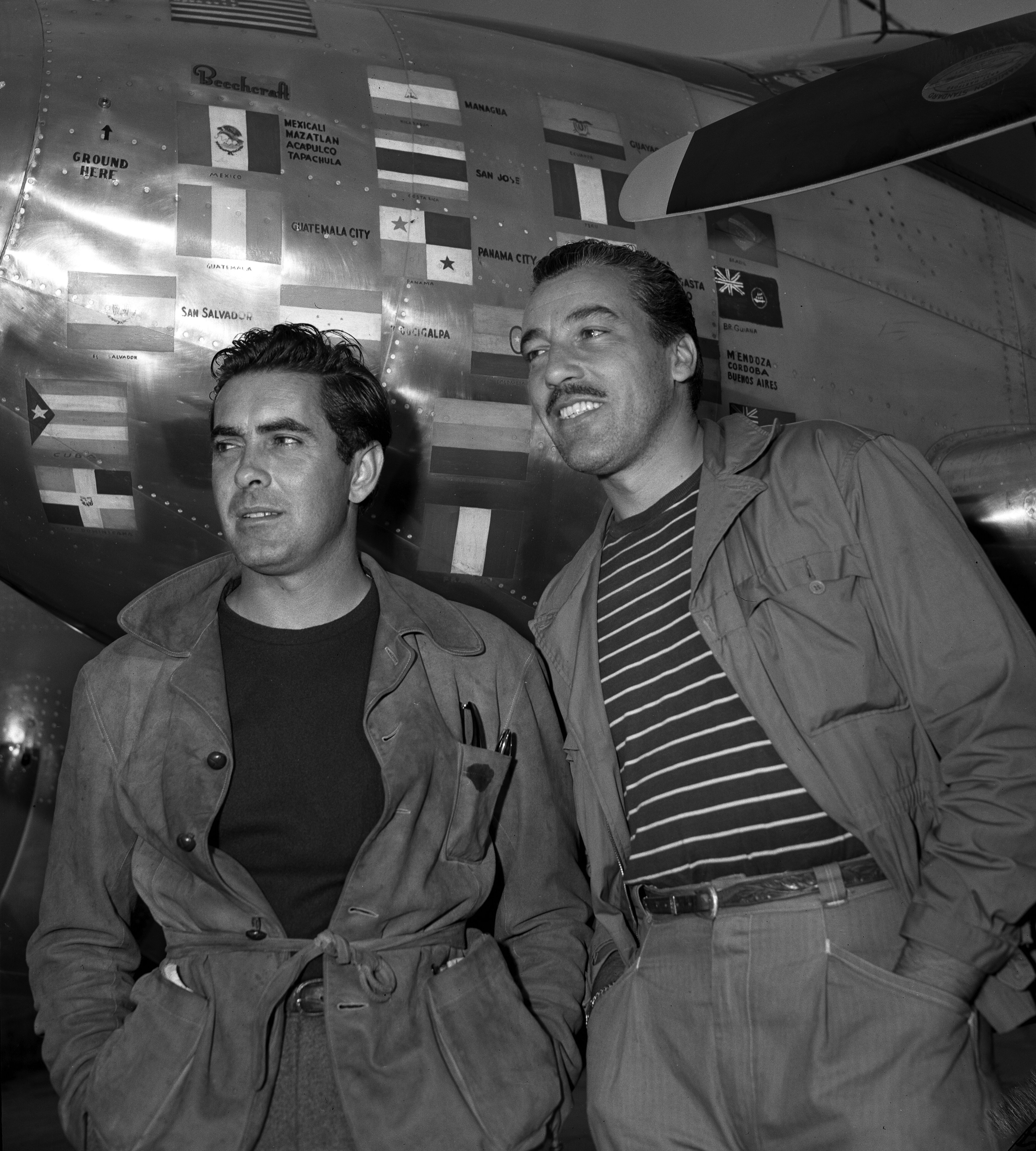
Power (links) mit Cesar Romero (1946)

Nachdem Power nach Hollywood zurückgekehrt war, bot sich ihm die Möglichkeit, sein Können als Schauspieler in komplexen Rollen zu beweisen. So spielte er 1946 die Hauptrolle in Auf Messers Schneide, einer Verfilmung von William Somerset Maughams gleichnamigem Roman. Im folgenden Jahr verkörperte Power in dem Film noir Der Scharlatan einen unsympathischen Jahrmarktsgaukler, was als eine seiner besten Darstellungen gilt. Da weder Auf Messers Schneide noch Der Scharlatan Publikumserfolge waren, musste Tyrone Power wieder die Rolle des Sympathieträgers spielen.
Er trat unter anderem in dem historischen Abenteuerfilm In den Klauen des Borgia (1949) auf, in dem auch Orson Welles in der Rolle des Cesare Borgia mitwirkte. Mit Orson Welles drehte Tyrone Power anschließend Die schwarze Rose (1950). Sein schauspielerisches Können konnte Tyrone Power Anfang der 1950er Jahre auch auf der Theaterbühne beweisen. Er trat in Großbritannien in der Komödie Mister Roberts auf, bei der er neben Roger Moore spielte. Power spielte die Titelrolle, einen amerikanischen Verwaltungsoffizier im Zweiten Weltkrieg, der sich mit seinem kleinkarierten Kapitän anlegt, weil er an die Front versetzt werden möchte. Als das Bühnenstück 1955 verfilmt wurde, spielte Henry Fonda die Rolle des Mister Roberts.

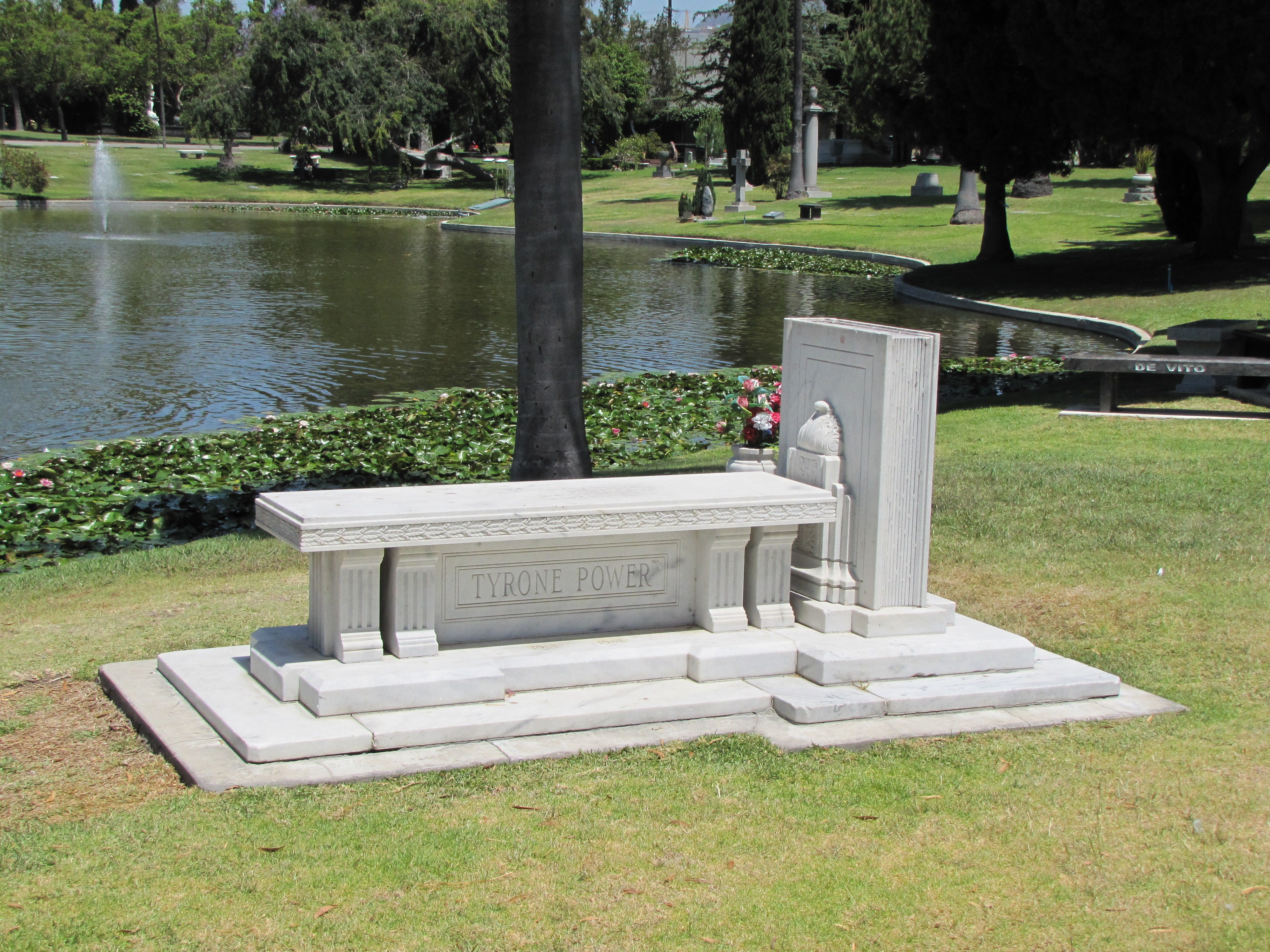
Grab von Tyrone Power, Hollywood Forever Cemetery, Mai 2012

Auf der Leinwand konnte Tyrone Power sein Talent erst wieder Ende der 1950er Jahre nach einer Reihe von Western und Abenteuerfilmen zeigen. In Zwischen Madrid und Paris, einer Verfilmung von Ernest Hemingways Roman Fiesta, spielte Power neben Ava Gardner und Errol Flynn. Anschließend spielte er an der Seite von Charles Laughton und Marlene Dietrich den Angeklagten in der Agatha-Christie-Verfilmung Zeugin der Anklage. Es wurde der letzte Film, den er beenden konnte. In seinem letzten Film übernahm Power die Rolle des Königs Salomon in der Bibelverfilmung Salomon und die Königin von Saba. Während einer Fechtszene mit Filmpartner George Sanders erlitt er einen Herzanfall und starb noch am Set. Die Szenen mit Tyrone Power wurden daraufhin mit Yul Brynner komplett neu gedreht.
Tyrone Power hat seinen Stern auf dem Hollywood Walk of Fame (6747 Hollywood Blvd.).

## Ehen und Kinder
Tyrone Power war dreimal verheiratet. Er heiratete 1939 in erster Ehe die französische Schauspielerin Annabella. Sie hatte bereits eine Tochter, die Power nach der Heirat adoptierte. Anne Power Werner (* 5. April 1928; † 25. Dezember 2011) war von 1954 bis 1968 mit dem österreichischen Theater- und Filmschauspieler Oskar Werner verheiratet. Powers erste Ehe wurde 1948 geschieden.
Von 1949 bis 1956 war Power mit Linda Christian verheiratet. Ihre Kinder sind Taryn Power, eine 2020 verstorbene Schauspielerin, und die Sängerin Romina Power, die in Italien und Deutschland mit ihrem damaligen Ehemann Al Bano Erfolge als Pop-Duo feiern konnte. Aus seiner dritten Ehe mit Deborah Ann Montgomery Minardos (1931–2006), die er im Mai 1958 geheiratet hatte, stammt der Sohn Tyrone Power Jr. (* 22. Januar 1959), der unter anderem in dem Film Cocoon mitspielte.

## Filmografie
- 1932: Tom Brown of Culver
- 1934: Liebeskadetten (Flirtation Walk)
- 1936: Girls’ Dormitory
- 1936: Ladies in Love
- 1936: Signale nach London (Lloyd’s of London)
- 1937: Der Liebesreporter (Love Is News)
- 1937: Café Metropol (Café Metropole)
- 1937: Hoheit flirtet (Thin Ice)
- 1937: Second Honeymoon
- 1938: Chicago (In Old Chicago)
- 1938: Alexander’s Ragtime Band
- 1938: Marie-Antoinette
- 1938: Suez
- 1939: Jesse James, Mann ohne Gesetz (Jesse James)
- 1939: Rose of Washington Square
- 1939: Second Fiddle
- 1939: Nacht über Indien (The Rains Came)
- 1939: Day-Time Wife
- 1940: Johnny Apollo
- 1940: Treck nach Utah (Brigham Young)
- 1940: Im Zeichen des Zorro (The Mark of Zorro)
- 1941: König der Toreros (Blood and Sand)
- 1941: A Yank in the R.A.F.
- 1942: Abenteuer in der Südsee (Son of Fury)
- 1942: This Above All
- 1942: Der Seeräuber (The Black Swan)
- 1943: Crash Dive
- 1946: Auf Messers Schneide (The Razor’s Edge)
- 1947: Der Scharlatan (Nightmare Alley)
- 1947: Der Hauptmann von Kastilien (Captain from Castile)
- 1948: The Luck of the Irish
- 1948: Ich heirate dich doch (That Wonderful Urge)
- 1949: In den Klauen des Borgia (Prince of Foxes)
- 1950: Die schwarze Rose (The Black Rose)
- 1950: Der Held von Mindanao (American Guerrilla in the Philippines)
- 1951: Zwei in der Falle (Rawhide)
- 1951: The House in the Square
- 1952: Kurier nach Triest (Diplomatic Courier)
- 1952: Der rote Reiter (Pony Soldier)
- 1953: Die Welt gehört ihm (The Mississippi Gambler)
- 1953: Der Hauptmann von Peshawar (King of the Khyber Rifles)
- 1955: Mit Leib und Seele (The Long Gray Line)
- 1955: Die Unbezähmbaren (Untamed)
- 1956: Geliebt in alle Ewigkeit (The Eddy Duchin Story)
- 1957: Die Angst hat tausend Namen (Seven Waves Away)
- 1957: Zwischen Madrid und Paris (The Sun Also Rises)
- 1957: The Rising of the Moon
- 1957: Zeugin der Anklage (Witness for the Prosecution)